# 앨빈과 슈퍼밴드 3
《앨빈과 슈퍼밴드 3》(영어: Alvin and the Chipmunks: Chipwrecked)은 2011년에 개봉한 마이크 미첼 감독의 주크박스 뮤지컬 모험 코미디 실사 애니메이션 영화이다. 로스 배그더세리언이 1958년에 고안한 앨빈과 슈퍼밴드라는 가상의 애니메이션 밴드를 바탕으로 제작되었다. 앨빈과 슈퍼밴드 시리즈 세 번째 작품이며, 《앨빈과 슈퍼밴드 2》의 속편이다.
후편 《앨빈과 슈퍼밴드: 악동 어드벤처》(2015)로 이어진다.

## 줄거리
다람쥐 밴드 슈퍼밴드와 치페츠는 고급 유람선을 타고 국제 음악상 시상식으로 향한다. 연을 타고 패러세일링을 즐기던 다람쥐 앨빈은 의자에 묶어뒀던 연줄이 풀리면서 속절없이 날아가고, 여기에 다른 다람쥐들도 휘말리면서 슈퍼밴드와 치페츠는 무인도에 고립된다. 데이브는 우여곡절 끝에 옛 숙적 이언과 함께 다람쥐들을 찾아 나서고, 앨빈 무리는 곧 섬에 그들만 있지 않았다는 걸 알게 된다.

## 출연

### 실사
- 제이슨 리 - 데이비드 "데이브" 서빌 역
- 데이비드 크로스 - 이언 호크 역
- 제니 슬레이트 - 조이 역
- 루이사 돌리베이라 - 테사 역
- 앤디 버클리 - 코렐리 선장 역
- 터커 앨브리지 - 연 날리는 아이 역
- 필리스 스미스 - 승무원 역

### 목소리
- 저스틴 롱 - 앨빈 서빌 역
  - 로스 배그더세리언 주니어 - 앨빈 서빌 역 (노래)
- 매슈 그레이 구블러 - 사이먼 서빌 역
  - 앨런 튜딕 - "시몬" 역
- 제시 매카트니 - 시어도어 서빌 역
- 크리스티나 애플게이트 - 브리트니 역
  - 프랭크 웰커 - 브리트니 역 (노래)
- 애나 패리스 - 지넷 역
- 에이미 폴러 - 엘리너 역

## 시청 등급
- 미국: PG
- 대한민국: PG